# На туђем хлебу
„На туђем хлебу” је југословенски ТВ филм из 1967. године. Режирао га је Јован Коњовић а сценарио је написан по делу Ивана Тургенева.

## Улоге
| Глумац           | Улога           |
| ---------------- | --------------- |
| Иво Јакшић       |                 |
| Љубиша Јовановић | Тропачев        |
| Васа Пантелић    | Павле Николајиц |
| Олга Савић       | Олга Петровна   |
| Никола Симић     | Иванов          |
| Славко Симић     | Котаркин        |